# Anomis dona
Anomis dona är en fjärilsart som beskrevs av Swinhoe 1919. Anomis dona ingår i släktet Anomis och familjen nattflyn. Inga underarter finns listade i Catalogue of Life.